# Gabriela Guerra Rey
Gabriela Guerra Rey (La Habana, 15 de octubre de 1981) es una escritora, periodista y editora cubano-mexicana. Maestra en Letras Latinoamericanas por la Universidad Nacional Autónoma de México. Doctoranda en Español:investigación avanzada en lengua y literatura, por  la Universidad de Salamanca. Fue ganadora en 2016 del Premio Bellas Artes de Literatura Juan Rulfo para Primera Novela por Bahía de Sal, publicada en España, México y Argentina.
Es socia-fundadora y directora editorial de Editorial Aquitania Siglo XXI: y es fundadora y editora de la revista digital A4manos.

## Biografía
Gabriela Guerra Rey es escritora, periodista e investigadora cubano-mexicana; residente en España. Es autora de más de una docena de libros: novela, cuento, ensayo, autoficción, viaje, poesía e investigación literaria. Su obra ha estado marcada por el tránsito, la nostalgia y la expresión poética del dolor. En 2016 ganó el premio Juan Rulfo por Bahía de Sal, reconocida como una de las obras más valiosas de la literatura hispanoamericana actual y la primera de lo que sería luego la “Trilogía del agua”. Es profesora de escritura literaria y narrativas. Fundadora de Editorial Aquitania Siglo XXI y miembro del comité editorial de Editorial Traveler.
Sus poemas han sido publicados en revistas como Altazor , Sin fin , La Mascarada , entre otras. Es autora de cuatro novelas, tres libros de cuento. Figuran también entre sus obras: Nostalgias de La Habana , Memorias de una emigrante ; Monte y ciervo herido ; El sermón de la montaña , y Nostalgia, una era imaginaria . Sus versos de la vida han sido recogidos en el poemario Vidas concurrentes. Sus aventuras como profesora y guía de escritores en ¿Cómo me hago escritor/a?
Ha escrito y trabajado como periodista y editora —en Cuba, México, España y otros países—, para Ecoperiodismo, Radio Taíno, Cubahora, Cubasí, Prensa Latina, Orbe, Efeckto TV, Telesur, Netmedia, Cómo Funciona, Inversionista, Valor Corporativo, Culturama, La Mascarada, Malecón, Proceso, México Desconocido, Alto Nivel, Forbes México, Entrepreneur, Experiencia Gourmet, Delicias de la cocina, GM Editores, editorial Huso, ¡HOLA! México, Impresiones Aéreas, editorial Südpol, ContraRéplica y OnCuba. 
Durante varios años en Cuba escribió guiones para el dramatizado Hablando de Cuba. Trabajó como guionista de cine. Fue corresponsal de Prensa Latina en México, reportera de Televisión en Efekto TV y editora en Impresiones Aéreas Comunicación.
TRAYECTORIA:
- Tiene una larga trayectoria periodística en numerosos medios latinoamericanos y europeos como columnista, colaboradora y editora.
- Escribe ensayo, narrativa y poesía. Sus cuentos son publicados en revistas de Latinoamérica y aparecen en varias antologías latinoamericanas y europeas.
- Durante años ha dado asesorías y cursos de storytelling, comunicación, redacción y gramática, géneros narrativos, escritura y desarrollo de obra para empresas e instituciones educativas.
- Ha sido editora-asesora de obras de importantes escritores contemporáneos de España y América.
- Ha sido jurado de concursos literarios en México y España.
- Conferencista invitada por la Fundación para las Letras Mexicanas, la Universidad Nacional Autónoma de México, la Universidad de Sevilla, España, la Asociación de Embajadas Iberoamericanas en Washington, EEUU, entre otras.
- Ponente en las más importantes Ferias del Libro en México, Cuba, España y Estados Unidos.
- Fundadora y directora de la editorial independiente Aquitania Siglo XXI y socia de Grupo Editorial Traveler.
- Fundadora de la revista literaria A4manos .
- Miembro del consejo editorial de la revista independiente La Mascarada .
La crítica literaria la distingue como una de las grandes voces de la narrativa hispánica actual. Liliana Díaz Mindurry, prologuista de una de sus obras, menciona:
«Leer este libro me produce muchos sentimientos. Participo de su hechicería, de su ironía fina, a veces sarcástica, de su ternura melancólica pero también entusiasta. Percibo ese entusiasmo, esa energía de los que verdaderamente tienen vocación de escritores y de brujos. Nadie escribe bien sin brujerías, sin sortilegios, sin ser poeta aunque se escriban narraciones. Sin quebrar a la muerte, sin encandilarla para que se retire o no dañe, burlándola… Si la muerte es nulidad y fracaso, quebrantar su prohibiciones, como en este caso, escribir buena literatura!»  

Escribe la columna "Partes de Guerra": Imparte charlas, cinferencias y cursos y talleres de creación literaria, narrativas, géneros literarios, desarrollo de obras, estorytelling, comunicación digital,lenguaje, etre otros.

## Obra

### Divulgación
- Monte y ciervo herido (editorial Gente Nueva, Cuba, 2010) (con Félix Guerra).[3]                                                                                                                               Guerra comparte autoría con su padre, Félix Guerra (Cuba-1938), quien ostenta una larga carrera periodística, literaria y poética. Merecedor del Premio Nacional de La Crítica (1992), Distinción por la Cultura Nacional, Premio Nacional de Periodismo José Martí (1995) y pionero del periodismo ecológico en su país, con una vasta obra publicada dentro y fuera de Cuba.
- Cómo me hago escritor/a

### Testimonio
- Nostalgias de La Habana, Memorias de una emigrante (sello Südpol, Argentina, 2017).[4]
- El sermón de la montaña, un sueño imposible por las barrancas de la vida (Editorial Aquitania Siglo XXI, México, 2023).[5]

### Novela
- Bahía de Sal (Editorial Huso –España 2017 / Huso e Hiperlibro-México, 2018 / Huso y Qeja-Argentina, 2019).[6]
- Luz en la piel, cinco voces de mujer (Editorial Huso, España 2018).[7]
- Hellena de Todas Partes (Editorial Aquitania Siglo XXI, México 2021-finalista al premio de novela Ciudad de Badajoz, España, 2020).[8]
- Avándaro (Grupo Editorial Traveler, España, 2023).[9]
- Trilogía del Agua, conformada por Bahía de Sal, Avándaro y una tercera obra, que se publica en 2024 en España).

### Cuentos
- Los amores prohibidos de la muerte. Antología de cuentos. (Editorial Huso. España 2019).[10]
- Borges, el hombre que no sabe morir (en coautoría con Froilán Escobar y Andrey Araya) (Nueva Generación-Aquitania, Argentina y México, 2021)[11]
- El libro de los destinos inciertos (editorial Equidistancias, Reino Unido-Argentina, 2022).[12]
- Colección de cuentos en revistas latinoamericanas: La Mascarada (México), Malecón (Chile), Isliada (España), El Caimán Barbudo (Cuba), entre otras.[13]

### Ensayo
- Nostalgia, una era imaginaria (editorial Equidistancias, Reino Unido-Argentina, 2023).[14]

### Poesía
- Vidas concurrentes (en coautoría con Annia Galano - Editorial Aquitania Siglo XXI, México 2023).[15]

### Antologías
- Los cuentos que Pessoa no escribió, antología que celebra el 130 aniversario de su nacimiento (Editorial Huso, para España y Portugal 2018-2019)  (junto a Mayda Bustamante).[16]
- Autora en varias antologías de cuento en México, Argentina, y España.
- Antologadora de numerosas obras de poesía.

## Premios
- Premio Juan Rulfo a primera novela por Bahía de Sal, otorgado por el Instituto Nacional de Bellas Artes de México (2016).[17]
- Tercer lugar en la 3.a edición del Premio OCCMundial de Recursos Humanos por el reportaje de género: “Tres mujeres una historia”, publicado en la revista Inversionista, México (2014).
- Segundo premio de la Unión de Periodistas de Cuba en el concurso nacional 26 de Julio, por el análisis sobre la crisis económica internacional de 2008, publicada en Agencia de noticias Prensa Latina (2009).

## Influencias
La novela psicológica, el boom latinoamericano, los clásicos rusos y franceses, la literatura norteamericana y la hispanoamericana en su más amplio camino. Arundathi Roy, José Martí, Alejo Carpentier, Eliseo Diego, Lichi y el poeta Félix Guerra, su padre.